# Ємчук Ігор Федорович
І́гор Фе́дорович Ємчу́к (нар. 20 серпня 1930 — пом. 5 березня 2008) — український академічний веслувальник, дворазовий призер Олімпійських ігор.
Заслужений майстер спорту СРСР (1955). Заслужений тренер Української РСР (1967). Заслужений працівник народної освіти Української РСР (1990).

## Життєпис
Народився 20 серпня 1930 року в місті Києві. Навчався в київській СШ № 131. Заняття академічним веслуванням розпочав у 1947 році в ДСТ «Наука». У 1949 році разом з Юрієм Малашенком виграв юнацьку першість СРСР серед парних двійок, а згодом — дорослий чемпіонат України. З 1951 року виступав у парній двійці разом з Георгієм Жиліним.
Чемпіон Європи (1955 — двійка парна), срібний (1957 — двійка розпашна зі стерновим) і бронзовий (1954 — двійка парна) призер чемпіонатів Європи.
Чемпіон СРСР (1952—1956 — двійка парна; 1957—1959 — двійка розпашна зі стерновим).
У 1955 році закінчив геологічний факультет Київського державного університету, у 1960 році — Київський державний інститут фізичної культури.
У 1978—1980 роках — головний тренер збірної команди СРСР з академічного веслування, керівник підготовки команди до Олімпійських ігор 1980 року.
Кандидат педагогічних наук, доцент, автор понад 50 наукових праць та підручників для спортивних вузів.

## На Олімпійських іграх
У 1952 році на літніх Олімпійських іграх у Гельсінкі (Фінляндія) у змаганнях з академічного веслування разом з Георгієм Жиліним посів друге місце серед парних двійок (з результатом 7:07.5).
У 1956 році на літніх Олімпійських іграх у Мельбурні (Австралія) у змаганнях з академічного веслування разом з Георгієм Жиліним і Володимиром Петровим посів третє місце серед двійок розпашних зі стерновим (з результатом 8:31.0).

## Твори
- И. Ф. Емчук, Н. В. Жмарев «Школа гребли». — М.: Физкультура и спорт, 1969.
- И. Ф. Емчук, Н. В. Жмарев «Управление специальной подготовкой гребца». — М.: Физкультура и спорт, 1970.